# Asparagus striatus
Asparagus striatus är en sparrisväxtart som först beskrevs av Carl von Linné d.y., och fick sitt nu gällande namn av Carl Peter Thunberg. Asparagus striatus ingår i släktet sparrisar, och familjen sparrisväxter. Inga underarter finns listade i Catalogue of Life.